# Джон У. Хауталінг II
Джон Хауталінг — американський юрист і керівник нафтогазової компанії. У 2014 році кар'єра Хауталінга була показана в епізоді Inside Man з Морганом Сперлоком. У 2014 році він став співзасновником та генеральним директором Компанії Американський Етан. Зараз він є генеральним директором нафтогазової експортної компанії і є власником більшості юридичної фірми Gauthier, Murphy & Houghtaling.

## Особисте життя
У 2012 році Хоуталінг одружився з російською моделлю Юлією Тимоніною. Вони живуть у Новому Орлеані з дочкою. Разом володіють історичним особняком Brown Mansion на авеню Сент-Чарльз.

## Юридична кар'єра
Хауталінг є мажоритарним власником новоорлеанської юридичної фірми Gauthier, Murphy & Houghtaling. У 2005 році Хауталінг працював спеціальним радником генерального прокурора Луїзіани в судовому процесі щодо прав страхувальників у зв'язку з ураганом «Катріна».
У 2014 році Федеральний суд Сполучених Штатів Східного округу призначив Хауталінга радником зі зв'язків із позивачами. Він виявив шахрайство в рамках програми страхування від повеней FEMA, що призвело до арешту ключового страхового підрядника, семизначного федерального штрафу проти страховика та адвоката захисту у NFIP.

## Бізнес
Бізнес Хауталінга зосереджується на майнових і контрактних правах, а також на розвитку стратегічних проєктів в енергетичному секторі. З 1998 по 2004 рік він брав участь у розробці електростанції Nejapa потужністю 144 МВт, першої електростанції IPP в Сальвадорі. Хоуталінг пізніше став генеральним директором Ocean Therapy Solutions, нафтосервісної компанії, яку він заснував разом з діловим партнером Кевіном Костнером. Водночас він став співзасновником Ocean Management Group, партнерством Ocean Therapy Solutions і Edison Chouest Offshore. Хауталінг працював урядовим радником зі зв'язків з British Petroleum після катастрофи нафтового розливу Horizon під час переговорів між ВР та штатом Луїзіана. На початку 2012 року став керуючим партнером у США кількох нафтогазових холдингів та інвестицій із багатомільярдною стратегією інвестицій у проєкти популяризації природного газу в Сполучених Штатах. Він є власником нафтогазодобувної компанії площею 200 000 акрів у Пірсоллі, штат Техас.
У 2014 році він став співзасновником American Ethane Company. Houghtaling підписав умовно зобов'язуючі контракти на постачання 7,2 мільйона тонн етану в Китай на рік, обсяг продажу якого перевищує 72 мільярди доларів.

## ЗМІ
Кар'єра Хауталінга була описана в документальному фільмі з серії Inside Man, який веде Морган Сперлок. Хоуталінг також був юридичним коментатором.